# Crorema viettei
Crorema viettei är en fjärilsart som beskrevs av Collenette 1959. Crorema viettei ingår i släktet Crorema och familjen tofsspinnare. Inga underarter finns listade i Catalogue of Life.